# Claude Lecouteux
Claude Lecouteux (8 de febrero de 1943) es un medievalista francés, doctor en estudios germánicos y letras. Ha trabajado en las Universidades de Caen (1981-1992) y la Sorbona (1992-2007). Es conocido por sus estudios sobre los seres feéricos (hadas) de la mitología popular, las creencias sobre la ultratumba, los mitos, cuentos y leyendas y la magia. 
Dirige la revista La grande Oreille, arts de l’oralité y colabora en numerosas revistas especializadas en la Edad Media.

## Obras (en español)
- Pequeño diccionario de mitología germánica, José J. de Olañeta, 1996.
- Enanos y elfos en la Edad Media, José J. de Olañeta, 1998).
- Fantasma y aparecidos en la Edad Media, José J. de Olañeta, 1999.
- Demonios y genios comarcales en la Edad Media, José J. de Olañeta, 2001.
- Hadas, brujas y hombres lobo en la Edad Media : historia del doble, José J. de Olañeta, 2.ª ed., 2005.

## Obras (en francés)

### Estudios
- Dictionnaire des pierres magiques et médicinales, Paris, Imago, 2011
- La Maison hantée : histoire des poltergeists, Paris, Imago, 2007
- Dictionnaire de mythologie germanique : Odin, Thor et Cie, Paris, Imago, 2005, 255 p., 94 illustrations. Traduit en lituanien, roumain et italien. 2.ª ed. revisada y aumentada 2007.
- Le Livre des amulettes et talismans, Paris, Imago, 2004, 238 p. Traduit en croate.
- Le Livre des Grimoires: aspects de la magie au Moyen Âge, Paris, Imago, 2002 ; 3e éd. aumentada, 2008 ; 302 p.
- Eine Welt im Abseits. Studien zur niederen Mythologie und Glaubenswelt des Mittelalters, préface de Dieter Harmening, Dettelbach, 2001 (Quellen & Forschungen zur europäischen Ethnologie); 196 p.
- La maison et ses génies : croyances d’hier et d’aujourd’hui, Paris, Imago, 2000 ; 202 p.
- Les Chasses fantastiques et les cohortes de la nuit, Paris, Imago, 1999 ; 242 p. Traduit en allemand.
- Histoire des Vampires, autopsie d’un mythe, Paris, Imago, 1999. 2ª ed. aumentada 2002 ; 188 p. Trad. en allemand, roumain, coréen, chinois, polonais
- Au-delà du merveilleux : des croyances au Moyen Âge, Paris, P.U.P.S., 1996 (Culture et Civilisation médiévales XIII) ; 3e éd. revue et aumentada, Paris, 1998 ; 281 p.
- Charmes, conjurations et bénédictions : lexique et formules, Paris, Champion, 1996 (Essais 17) ; 140 p.
- L’allemand du Moyen Âge I : le moyen haut-allemand, Turnhout, Brepols Publishers, 1996 (L’atelier du Médiéviste 3) ; 241 p.
- Démons et génies du terroir au Moyen Âge, préface de Régis Boyer, Paris, Imago, 1995 ; 218 p. Trad. en castellano.
- Les monstres dans la pensée médiévale européenne, Paris, P.U.P.S., 1993 (Culture et Civilisation médiévales X) ; 256 p. 3e éd. revue et corrigée, Paris, 1999.
- Fées, sorcières et loups-garous : histoire du double au Moyen Âge, préface de Régis Boyer, Paris, Imago, 1992. 3e éd. actualizada, Paris, 2001 ; 227 p. Trad. al checo, castellano, inglés.
- Petit dictionnaire de mythologie allemande, Paris, Entente, 1992 ; 276 p. Trad. al castellano. Agotado.
- Berthold de Ratisbonne : Péchés et vertus. Scènes de la vie du XIIIe siècle, Paris, Editions Desjonquères, 1991 ; 180 p. (en colaboración con Ph. Marcq).
- Les esprits et les morts. Croyances médiévales, Paris, Champion, 1990 (Essais 13) ; 225 p. (en colaboración con Ph. Marcq).
- Les nains et les elfes au Moyen Âge, préface de Régis Boyer, Paris, Imago, 1988. 3e éd. actualizada, Paris, 2004 ; 207 p. Trad. En checo y en castellano.
- Geschichte der Gespenster und Wiedergänger im Mittelalter, préface de Lutz Röhrich, Cologne/Vienne, Böhlau, 1987; 306 p. Agotado.
- Fantômes et revenants au Moyen Âge, postface de Régis Boyer, Paris, Imago, 1986. 2.ª ed. Paris, 1996 ; 253 p. Trad. en castellano, en checo.
- Kleine Texte zur Alexandersage, mit einem Anhang : Prestre Jehan, Göppingen, 1984 (G.A.G. 388); 103 p. Agotado.
- Les monstres dans la littérature allemande du Moyen Âge (1150-1350). Contribution à l’étude du merveilleux. 3 vol., Göppingen, 1982 (G.A.G. I-III) ; 670 p. Ouvrage couronné par le prix Strasbourg. Agotado.
- Mélusine et le Chevalier au Cygne, préface de Jacques Le Goff, Paris, 1982 ; 216 p. 2.ª ed. actualizada, Paris, Imago, 1997. Obra coronada por la Academia francesa. Traducido al italiano.

### Ediciones
- De rebus in Oriente mirabilibus, Meisenheim a/Glan, Anton Hain, 1979 (Beiträge z. klassischen Philologie 103); 108 p. Agotado.
- Deutsch-französische Mediävistik. Mélanges pour G.E. Zink, Göppingen, Kümmerle, 1984 (G..A.G. 364). En colaboración con Sieglinde Hartmann.
- Hugur. Mélanges d’histoire, de littérature et de mythologie offerts à Régis Boyer pour son 65e anniversaire, Paris, P.U.P.S., 1997 ; 377 p. En colaboración con O. Gouchet.
- Camillo Leonardi, Les pierres talismaniques (Speculum lapidum II), édité, traduit et commenté par C.L et A. Monfort, Paris, P.U.P.S., 2003 ; 275 p.
- Elle dévorait son linceul :fantômes, revenants, vampires et esprits frappeurs, une anthologie, Paris, J. Corti, 2006.
- Elle courait le garou : lycanthropes, hommes-ours, hommes-tigres, une anthologie, Paris, J. Corti, 2008
- Nos bons voisins les lutins: nains, elfes, lutins, gnomes, kobolds et compagnie, textes réunis, présentés et annotés par C. L., Paris, José Corti, 2010 (colección Merveilleux, 42).

### Traducciones
- "Ludwig Bechstein, Le livre des contes, PAris, José Corti, 2010 (colección Merveilleux, 45), En colaboración con Corinne Lecouteux
- La Saga de Théodoric de Vérone, Paris, Champion, 2001 ; 462 p.
- Ion Taloş, Petit dictionnaire de mythologie roumaine, Grenoble, ELLUG, 2002 ; 213 p. En colaboración con Anneliese Lecouteux.
- Wirnt von Grafenberg, Wigalois, le chevalier à la roue d’or, Grenoble, Ellug, 2001 (en colaboración con V. Lévy) ; 502 p.
- Viegoleis à la roue d’or, trad. du danois, Paris, P.U.P.S., 2000 ; 125 p. En colaboración con Anne-Hélène Delavigne.
- Dialogue avec un revenant (siglo XV), Paris, Presses de l’Université de Paris-Sorbonne, 1999 ; 150 p.
- Thüring de Ringoltingen, Mélusine et autres récits, Paris, Champion, 1999 ; 237 p.
- La légende de Siegfried d’après le Seyfrid à la peau de corne et la Thidrekssaga, Paris, Le Porte-Glaive, 1995 ; 129 p
- Mondes parallèles. L’univers des croyances au Moyen Âge, Paris, Champion, 1994 (Essais sur le Moyen Âge, 14) ; 124 p. Reed. Paris, Champion, 2007, colección Champion classiques, Essais 8.
- L’étrille. Récits érotiques du Moyen Âge allemand, Paris, Le Porte-Glaive, 1991 ; 153 p. En colaboración con Ph. Marcq.
- G.W.F. Hegel, Foi et savoir, Paris, Vrin, 1988 ;208 p. En colaboración con A. Philonenko.
- J.G. Fichte, Essais de philosophie première : la Doctrine de la Science (1801-1802), Paris, Vrin, 1987 ; 2 vol., 197 + 229 p. En colaboración con A. Philonenko